# Арсенид плутония
Арсенид плутония — бинарное неорганическое соединение,
плутония и мышьяка
с формулой PuAs,
чёрные или тёмно-серые кристаллы.

## Получение
- Сплавление стехиометрических количеств чистых веществ в вакууме или атмосфере гелия. Реакция является экзотермичной:

{\displaystyle {\mathsf {Pu+As\ {\xrightarrow {200-900^{o}C}}\ PuAs}}}
- Пропускание арсина через нагретый гидрид плутония:

{\displaystyle {\mathsf {2PuH_{2}+2AsH_{3}\ {\xrightarrow {500-700^{o}C}}\ 2PuAs+5H_{2}\uparrow }}}

## Физические свойства
Арсенид плутония образует чёрные или тёмно-серые кристаллы
кубической сингонии,
пространственная группа F m3m,
параметры ячейки a = 0,5855 нм, Z = 4,
структура типа NaCl
.
При высоком давлении (около 35 ГПа) происходит фазовый переход в структуру типа CsCl .
При температуре 129 K переходит в ферромагнитное состояние.